# Joachim Schardin
Joachim Schardin (* 1934 in Groß Jestin; † 15. September 1996 in Dresden) war ein deutscher Uhrmacher und Kunsthistoriker.

## Leben
Schardin stammte aus Westpommern. Nach dem Abitur absolvierte er von 1953 bis 1957 eine Lehre zum Uhrmacher. Anschließend ging er zum Studium an die neugeschaffene Fachschule für Heimatmuseen nach Weißenfels im Bezirk Halle, an der er bis 1960 eine museale Ausbildung erhielt. Nach erfolgreichem Abschluss erhielt Joachim Schardin eine Stelle am Mathematisch-Physikalischen Salon in Dresden. Später absolvierte er an der Humboldt-Universität zu Berlin ein Fernstudium zum Diplom-Historiker. Zuletzt war er stellvertretender Direktor des Mathematisch-Physikalischen Salons und Leiter der dortigen Uhrensammlung.
Er hatte sich laut Nachruf von Klaus Schillinger in den Sächsischen Heimatblättern von 1998 zu einem international anerkannten Fachmann für historische Uhren und für die Geschichte der Zeitmessung entwickelt.
Nach kurzer schwerer Krankheit verstarb Joachim Schardin im Alter von 62 Jahren.
Zu seinen besonderen Verdiensten zählen u. a. der Wiederaufbau der Uhr der Semperoper in Dresden oder die Restaurierung verschiedener historischer Sonnenuhren.

## Schriften (Auswahl)
- Musikuhren und Musikautomaten der Dresden Instrumentenbauer- und "Akustiker"-Familien Kaufmann. In: Uhren und Schmuck, Berlin: Verlag Technik, 18, 1981, Nr. 1, S. 17–19.
- Neue Erkenntnisse über Aufbau und Funktion der Planetenlaufuhr von Baldewein und Bucher. In: Uhren und Schmuck, Berlin: Verlag Technik, 18, 1981, Nr. 5, S. 143–145.
- Kunst- & Automatenuhren. Staatlicher Mathematisch-Physikalischer Salon, Dresden Zwinger. Katalog der Großuhrensammlung, Dresden 1983; Neudruck ebenda 1989.
- mit Jörg Hein: Eine horizontale Tischuhr von Jacob Zech, Prag 1527: Eine Neuerwerbung des Staatlichen Mathematisch-Physikalischen Salons Dresden. In: Alte Uhren. Zeitmessgeräte, wissenschaftliche Instrumente und Automaten. 4, 1983, S. 354–364.
- Joachim Schardin, Peter Plaßmeyer; Johannes Eulitz (Hrsg.): Taschenuhren und Seechronometer deutscher, österreichischer und englischer Meister. Sammlungskatalog/Staatlicher Mathematisch-Physikalischer Salon, Dresden/Zwinger. Staatlicher Mathematisch-Physikalischer Salon, Dresden 1997, ISBN 3-00-002073-X.